# Alone (The Pretenders)
Alone è il decimo album in studio del gruppo musicale britannico The Pretenders, pubblicato nel 2016.

## Tracce
Testi di Chrissie Hynde, eccetto dove indicato.
1. Alone – 3:49 (testo: Hynde, Dan Auerbach, Richard Swift)
2. Roadie Man – 3:54
3. Gotta Wait – 2:58
4. Never Be Together – 4:01 (testo: Hynde, Björn Yttling, Fyfe Dangerfield)
5. Let's Get Lost – 3:03 (testo: Hynde, Dave McCracken)
6. Chord Lord – 3:14
7. Blue Eyed Sky – 4:51
8. The Man You Are – 3:45
9. One More Day – 4:15
10. I Hate Myself – 4:43 (testo: Hynde, Auerbach)
11. Death Is Not Enough – 3:11 (testo: Marek Rymaszewski)
12. Holy Commotion – 4:12

## Formazione
- Chrissie Hynde – voce
- Dan Auerbach – chitarra, tastiera, cori
- Duane Eddy – chitarra
- Kenny Vaughan – chitarra
- Russ Pahl – pedal steel guitar
- Dave Roe – contrabbasso
- Leon Michels – tastiera
- Richard Swift – batteria, chitarra, tastiera, cori